# هیگینزویل (میزوری)
هیگینزویل (به انگلیسی: Higginsville) یک شهر در ایالات متحده آمریکا است که در شهرستان لافایت، میزوری واقع شده‌است. هیگینزویل ۹٫۹۲ کیلومتر مربع مساحت و ۴٬۷۹۷ نفر جمعیت دارد و ۲۴۹ متر بالاتر از سطح دریا قرار دارد.